# Copa del Mundo de Esquí Acrobático de 2018-19
La Copa del Mundo de Esquí Acrobático de 2018-19 comenzó el 7 de septiembre de 2018 en y finalizó el 30 de marzo de 2019. Estuvo organizada por la Federación Internacional de Esquí y constaba de seis disciplinas: saltos aéreos, baches, medio-tubo, campo a través, slopestyle y big air. Los ganadores en la clasificación general fueron el canadiense Mikaël Kingsbury y la francesa Perrine Laffont.

## Hombres

### Resultados
| Fecha                   | Localidad                        | Tipo | Ganador                                 | Segundo                                  | Tercero                                  |
| ----------------------- | -------------------------------- | ---- | --------------------------------------- | ---------------------------------------- | ---------------------------------------- |
| 7 de septiembre de 2018 | Cardrona, Nueva Zelanda          | BA   | Andri Ragettli                          | Evan McEachran                           | Finn Bilous                              |
| 4 de noviembre de 2018  | Modena, Italia                   | BA   | Birk Ruud                               | Alexander Hall                           | Andri Ragettli                           |
| 23 de noviembre de 2018 | Alpes de Stubai, Austria         | SS   | Henrik Harlaut                          | Mac Forehand                             | Ferdinand Dahl                           |
| 7 de diciembre de 2018  | Copper Mountain, Estados Unidos  | HP   | Aaron Blunck                            | Miguel Porteous                          | David Wise                               |
| 7 de diciembre de 2018  | Ruka, Finlandia                  | MO   | Mikaël Kingsbury                        | Benjamin Cavet                           | Walter Wallberg                          |
| 7 de diciembre de 2018  | Val Thorens, Francia             | SX   | anulada                                 | anulada                                  | anulada                                  |
| 8 de diciembre de 2018  | Val Thorens, Francia             | SX   | anulada                                 | anulada                                  | anulada                                  |
| 15 de diciembre de 2018 | Montafon, Austria                | SX   | anulada                                 | anulada                                  | anulada                                  |
| 15 de diciembre de 2018 | Thaiwoo, China                   | MO   | Mikaël Kingsbury                        | Ikuma Horishima                          | Dmitriy Reiherd                          |
| 16 de diciembre de 2018 | Thaiwoo, China                   | DM   | Mikaël Kingsbury                        | Oskar Elofsson                           | Benjamin Cavet                           |
| 17 de diciembre de 2018 | Arosa, Suiza                     | SX   | Jonas Lenherr                           | Victor Öhling Norberg                    | Alex Fiva                                |
| 20 de diciembre de 2018 | Secret Garden, China             | HP   | Simon d'Artois                          | Nico Porteous                            | Hunter Hess                              |
| 21 de diciembre de 2018 | San Candido, Italia              | SX   | Jonathan Midol                          | Bastien Midol                            | Brady Leman                              |
| 22 de diciembre de 2018 | San Candido, Italia              | SX   | Joos Berry                              | Bastien Midol                            | Jonathan Midol                           |
| 12 de enero de 2019     | Font-Romeu-Odeillo-Via, Francia  | SS   | Alexander Hall                          | Philippe Langevin                        | Andri Ragettli                           |
| 12 de enero de 2019     | Calgary, Canadá                  | MO   | Mikaël Kingsbury                        | Walter Wallberg                          | Daichi Hara                              |
| 18 de enero de 2019     | Lake Placid, Estados Unidos      | MO   | Benjamin Cavet                          | Walter Wallberg                          | Matt Graham                              |
| 19 de enero de 2019     | Lake Placid, Estados Unidos      | AE   | Maksim Burov                            | Wang Xindi                               | Stanislav Nikitin                        |
| 19 de enero de 2019     | Idre, Suecia                     | SX   | Alex Fiva                               | Bastien Midol                            | Daniel Traxler                           |
| 20 de enero de 2019     | Idre, Suecia                     | SX   | Jean-Frédéric Chapuis                   | Daniel Traxler                           | Romain Détraz                            |
| 26 de enero de 2019     | Blue Mountain, Canadá            | SX   | Brady Leman                             | Bastien Midol                            | Johannes Rohrweck                        |
| 26 de enero de 2019     | Mont Tremblant, Canadá           | MO   | Mikaël Kingsbury                        | Ikuma Horishima                          | Dmitriy Reiherd                          |
| 27 de enero de 2019     | Alpe di Siusi, Italia            | SS   | Max Moffatt                             | Oliwer Magnusson                         | Kiernan Fagan                            |
| 13 de febrero de 2019   | San Petersburgo, Rusia           | AE   | anulada                                 | anulada                                  | anulada                                  |
| 16 de febrero de 2019   | Calgary, Canadá                  | HP   | David Wise                              | Nico Porteous                            | Noah Bowman                              |
| 16 de febrero de 2019   | Feldberg, Alemania               | SX   | Ryan Regez                              | Florian Wilmsmann                        | Kevin Drury                              |
| 16 de febrero de 2019   | Moscú, Rusia                     | AE   | Stanislav Nikitin                       | Wang Xindi                               | Noé Roth                                 |
| 17 de febrero de 2019   | Feldberg, Alemania               | SX   | Jean-Frédéric Chapuis                   | Romain Détraz                            | Ryan Regez                               |
| 23 de febrero de 2019   | Minsk, Bielorrusia               | AE   | Maksim Burov                            | Anton Kušnir                             | Stanislav Nikitin                        |
| 23 de febrero de 2019   | Sunny Valley, Rusia              | SX   | Bastien Midol                           | Filip Flisar                             | Jean-Frédéric Chapuis                    |
| 23 de febrero de 2019   | Tazawako, Japón                  | MO   | Mikaël Kingsbury                        | Philippe Marquis                         | Bradley Wilson                           |
| 24 de febrero de 2019   | Sunny Valley, Rusia              | SX   | Bastien Midol                           | Alex Fiva                                | Brady Leman                              |
| 24 de febrero de 2019   | Tazawako, Japón                  | DM   | Mikaël Kingsbury                        | Ikuma Horishima                          | Benjamin Cavet                           |
| 2 de marzo de 2019      | Shymbulak, Kazajistán            | MO   | Ikuma Horishima                         | Mikaël Kingsbury                         | Walter Wallberg                          |
| 2 de marzo de 2019      | Shimao Lotus Mountain, China     | AE   | Sun Jiaxu                               | Wang Xindi                               | Eric Loughran                            |
| 3 de marzo de 2019      | Shymbulak, Kazajistán            | DM   | anulada                                 | anulada                                  | anulada                                  |
| 3 de marzo de 2019      | Shimao Lotus Mountain, China     | AE   | Sun Jiaxu                               | Noé Roth                                 | Anton Kušnir                             |
| 3 de marzo de 2019      | Shimao Lotus Mountain, China     | AE   | China I Xu Mengtao Sun Jiaxu Wang Xindi | China II Xu Sicun Yang Longxiao Wu Shudi | China III Jia Liya Li Boyan Yang Renlong |
| 9 de marzo de 2019      | Mammoth Mountain, Estados Unidos | HP   | Birk Irving                             | Simon d'Artois                           | Thomas Krief                             |
| 10 de marzo de 2019     | Mammoth Mountain, Estados Unidos | SS   | Mac Forehand                            | Ferdinand Dahl                           | Kiernan Fagan                            |
| 16 de marzo de 2019     | Quebec, Canadá                   | BA   | Lukas Müllauer                          | Fabian Bösch                             | Andri Ragettli                           |
| 17 de marzo de 2019     | Quebec, Canadá                   | SS   | anulada                                 | anulada                                  | anulada                                  |
| 17 de marzo de 2019     | Veysonnaz, Suiza                 | SX   | Jean-Frédéric Chapuis                   | Brady Leman                              | Bastien Midol                            |
| 21 de marzo de 2019     | Tignes, Francia                  | HP   | annullata                               | annullata                                | annullata                                |
| 23 de marzo de 2019     | Oslo, Noruega                    | BA   | anulada                                 | anulada                                  | anulada                                  |
| 30 de marzo de 2019     | Silvaplana, Suiza                | SS   | Andri Ragettli                          | Colby Stevenson                          | Fabian Bösch                             |

Leyenda:SA=saltos aéreos, BA=big air, MT=medio-tubo, BC=baches, SS=slopestyle, CT=campo a través

### Clasificación general final
| Pos. | Nombre                | Nacionalidad | Puntos |
| ---- | --------------------- | ------------ | ------ |
| 1    | Mikaël Kingsbury      | Canadá       | 91,67  |
| 2    | Bastien Midol         | Francia      | 68,73  |
| 3    | Wang Xindi            | China        | 63,20  |
| 4    | Sun Jiaxu             | China        | 59,60  |
| 5    | Ikuma Horishima       | Japón        | 57,44  |
| 6    | Benjamin Cavet        | Francia      | 52,22  |
| 7    | Jean-Frédéric Chapuis | Francia      | 52,00  |
| 8    | Walter Wallberg       | Suecia       | 51,22  |
| 9    | Simon d'Artois        | Canadá       | 51,20  |
| 10   | Anton Kušnir          | Bielorrusia  | 49,80  |

## Mujeres

### Resultados
| Fecha                   | Localidad                        | Tipo | Ganadora                                | Segunda                                  | Tercera                                  |
| ----------------------- | -------------------------------- | ---- | --------------------------------------- | ---------------------------------------- | ---------------------------------------- |
| 7 de septiembre de 2018 | Cardrona, Nueva Zelanda          | BA   | Elena Gaskell                           | Caroline Claire                          | Yuki Tsubota                             |
| 4 de noviembre de 2018  | Modena, Italia                   | BA   | Mathilde Gremaud                        | Sarah Höfflin                            | Kea Kühnel                               |
| 23 de noviembre de 2018 | Alpes de Stubai, Austria         | SS   | Kelly Sildaru                           | Sarah Höfflin                            | Mathilde Gremaud                         |
| 7 de diciembre de 2018  | Copper Mountain, Estados Unidos  | HP   | Kelly Sildaru                           | Cassie Sharpe                            | Brita Sigourney                          |
| 7 de diciembre de 2018  | Ruka, Finlandia                  | MO   | Perrine Laffont                         | Julija Galyševa                          | Tess Johnson                             |
| 7 de diciembre de 2018  | Val Thorens, Francia             | SX   | anulada                                 | anulada                                  | anulada                                  |
| 8 de diciembre de 2018  | Val Thorens, Francia             | SX   | anulada                                 | anulada                                  | anulada                                  |
| 15 de diciembre de 2018 | Montafon, Austria                | SX   | anulada                                 | anulada                                  | anulada                                  |
| 15 de diciembre de 2018 | Thaiwoo, China                   | MO   | Jaelin Kauf                             | Jakara Anthony                           | Perrine Laffont                          |
| 16 de diciembre de 2018 | Thaiwoo, China                   | DM   | Jaelin Kauf                             | Perrine Laffont                          | Julija Galyševa                          |
| 17 de diciembre de 2018 | Arosa, Suiza                     | SX   | Fanny Smith                             | Sandra Näslund                           | Marielle Thompson                        |
| 20 de diciembre de 2018 | Secret Garden, China             | HP   | Zhang Kexin                             | Rachael Karker                           | Li Fanghui                               |
| 21 de diciembre de 2018 | San Candido, Italia              | SX   | Fanny Smith                             | Sandra Näslund                           | Marielle Berger Sabbatel                 |
| 22 de diciembre de 2018 | San Candido, Italia              | SX   | Sandra Näslund                          | Marielle Thompson                        | Sanna Lüdi                               |
| 12 de enero de 2019     | Font-Romeu-Odeillo-Via, Francia  | SS   | Sarah Höfflin                           | Eileen Gu                                | Giulia Tanno                             |
| 12 de enero de 2019     | Calgary, Canadá                  | MO   | Julija Galyševa                         | Perrine Laffont                          | Jaelin Kauf                              |
| 18 de enero de 2019     | Lake Placid, Estados Unidos      | MO   | Jakara Anthony                          | Perrine Laffont                          | Tess Johnson                             |
| 19 de enero de 2019     | Lake Placid, Estados Unidos      | AE   | Xu Mengtao                              | Shao Qi                                  | Xu Nuo                                   |
| 19 de enero de 2019     | Idre, Suecia                     | SX   | Heidi Zacher                            | Marielle Thompson                        | Fanny Smith                              |
| 20 de enero de 2019     | Idre, Suecia                     | SX   | Fanny Smith                             | Brittany Phelan                          | Kelsey Serwa                             |
| 26 de enero de 2019     | Blue Mountain, Canadá            | SX   | Fanny Smith                             | Marielle Thompson                        | Alizée Baron                             |
| 26 de enero de 2019     | Mont Tremblant, Canadá           | MO   | Perrine Laffont                         | Jakara Anthony                           | Justine Dufour-Lapointe                  |
| 27 de enero de 2019     | Alpe di Siusi, Italia            | SS   | Eileen Gu                               | Megan Oldham                             | Julia Krass                              |
| 13 de febrero de 2019   | San Petersburgo, Rusia           | AE   | anulada                                 | anulada                                  | anulada                                  |
| 16 febbraio 2019        | Calgary, Canadá                  | HP   | Cassie Sharpe                           | Rachael Karker                           | Zhang Kexin                              |
| 16 de febrero de 2019   | Feldberg, Alemania               | SX   | Sandra Näslund                          | Lisa Andersson                           | Alizée Baron                             |
| 16 de febrero de 2019   | Moscú, Rusia                     | AE   | Aljaksandra Ramanoŭskaja                | Laura Peel                               | Xu Mengtao                               |
| 17 de febrero de 2019   | Feldberg, Alemania               | SX   | Sandra Näslund                          | Andrea Limbacher                         | Brittany Phelan                          |
| 23 de febrero de 2019   | Minsk, Bielorrusia               | AE   | Xu Mengtao                              | Xu Sicun                                 | Shao Qi                                  |
| 23 de febrero de 2019   | Sunny Valley, Rusia              | SX   | Fanny Smith                             | Sandra Näslund                           | Andrea Limbacher                         |
| 23 de febrero de 2019   | Tazawako, Japón                  | MO   | Perrine Laffont                         | Jakara Anthony                           | Julija Galyševa                          |
| 24 de febrero de 2019   | Sunny Valley, Rusia              | SX   | Fanny Smith                             | Sanna Lüdi                               | Alizée Baron                             |
| 24 de febrero de 2019   | Tazawako, Japón                  | DM   | Perrine Laffont                         | Jaelin Kauf                              | Jakara Anthony                           |
| 2 de marzo de 2019      | Shymbulak, Kazajistán            | MO   | Julija Galyševa                         | Perrine Laffont                          | Justine Dufour-Lapointe                  |
| 2 de marzo de 2019      | Shimao Lotus Mountain, China     | AE   | Laura Peel                              | Xu Sicun                                 | Ashley Caldwell                          |
| 3 de marzo de 2019      | Shymbulak, Kazajistán            | DM   | anulada                                 | anulada                                  | anulada                                  |
| 3 de marzo de 2019      | Shimao Lotus Mountain, China     | AE   | Xu Mengtao                              | Ashley Caldwell                          | Xu Sicun                                 |
| 3 de marzo de 2019      | Shimao Lotus Mountain, China     | AE   | China I Xu Mengtao Sun Jiaxu Wang Xindi | China II Xu Sicun Yang Longxiao Wu Shudi | China III Jia Liya Li Boyan Yang Renlong |
| 9 de marzo de 2019      | Mammoth Mountain, Estados Unidos | HP   | Cassie Sharpe                           | Kelly Sildaru                            | Zhang Kexin                              |
| 10 de marzo de 2019     | Mammoth Mountain, Estados Unidos | SS   | Mathilde Gremaud                        | Johanne Killi                            | Megan Oldham                             |
| 16 de marzo de 2019     | Quebec, Canadá                   | BA   | Mathilde Gremaud                        | Kea Kühnel                               | Elena Gaskell                            |
| 17 de marzo de 2019     | Quebec, Canadá                   | SS   | anulada                                 | anulada                                  | anulada                                  |
| 17 de marzo de 2019     | Veysonnaz, Suiza                 | SX   | Marielle Thompson                       | Sandra Näslund                           | Alizée Baron                             |
| 21 de marzo de 2019     | Tignes, Francia                  | HP   | anulada                                 | anulada                                  | anulada                                  |
| 23 de marzo de 2019     | Oslo, Noruega                    | BA   | anulada                                 | anulada                                  | anulada                                  |
| 30 de marzo de 2019     | Silvaplana, Suiza                | SS   | Megan Oldham                            | Tess Ledeux                              | Silvia Bertagna                          |

Leyenda:SA=saltos aéreos, BA=big air, MT=medio-tubo, BC=baches, SS=slopestyle, CT=campo a través

### Clasificación general final
| Pos. | Nombre            | Nacionalidad   | Puntos |
| ---- | ----------------- | -------------- | ------ |
| 1    | Perrine Laffont   | Francia        | 86,67  |
| 2    | Xu Mengtao        | China          | 82,00  |
| 3    | Fanny Smith       | Suiza          | 72,64  |
| 4    | Sandra Näslund    | Suecia         | 68,64  |
| 5    | Jaelin Kauf       | Estados Unidos | 63,33  |
| 6    | Jakara Anthony    | Australia      | 60,56  |
| 7    | Xu Sicun          | China          | 59,80  |
| 8    | Marielle Thompson | Canadá         | 59,64  |
| 9    | Julija Galyševa   | Kazajistán     | 59,22  |
| 10   | Megan Oldham      | Canadá         | 56,20  |